# Kamieniec (Silésie)
Pour les articles homonymes, voir Kamieniec.
Kamieniec est une localité polonaise de la gmina de Zbrosławice, située dans le powiat de Tarnowskie Góry en voïvodie de Silésie.